# Japán vasúti közlekedése
Japánban a vasúthálózat keskeny nyomtávval épült. Ez alól kivétel a nagysebességű Sinkanszen hálózat, amely normál nyomtávú. Az első vasútvonal 1872-ben nyílt meg Simbasi (Tokió) és Jokohama között.

## Sinkanszen
A Sinkanszen (新幹線; Hepburn: Shinkansen, ’új fővonal’) egy nagysebességű vasúthálózat Japánban, amelyet a Japan Railways, az ország fő vasúttársasága üzemeltet. Kezdetben azért épült, hogy összekösse a távoli japán régiókat a fővárossal, Tokióval, és így segítse a gazdasági növekedést és fejlődést. A távolsági utazásokon túl a legnagyobb nagyvárosi területek körüli szakaszok egy részét ingázó vasúti hálózatként használják. Tulajdonosa a Japán Vasútépítési, Közlekedési és Technológiai Ügynökség, üzemeltetője pedig a Japan Railways Group öt vállalata.
Mióta 1964-ben megnyitották az első vonalat, a „Tókaidó Sinkanszent” (Tokió és Oszaka között; 515,4 km), a hálózat jelenleg csaknem 3000 km 260–320 km/h maximális sebességű vonalból, 283,5 km 130 km/h maximális sebességű mini-sinkanszen vonalból és 10,3 km sinkanszen-járatokkal ellátott mellékvonalakból áll. A hálózat jelenleg Honsú és Kjúsú szigetek legtöbb nagyvárosát, valamint Hakodate-t Hokkaidó északi szigetén köti össze, a Szapporóig tartó meghosszabbítás pedig építés alatt áll, és a tervek szerint 2038-ban készül el. A maximális üzemi sebesség 320 km/h (a Tóhoku Sinkanszen 387,5 km hosszú szakaszán). 1996-ban a hagyományos vasútnál a tesztfutások elérték a 443 km/h sebességet, 2015 áprilisában pedig a 603 km/h világrekordot az SCMaglev vonatoknál.
A Tokiót, Nagoját és Oszakát, Japán három legnagyobb városát összekötő eredeti Tókaidó Sinkanszen a világ egyik legforgalmasabb nagysebességű vasútvonala. A 2017 márciusát megelőző egy évben 159 millió utast szállított, és a több mint öt évtizeddel ezelőtti megnyitása óta összesen több mint 6,4 milliárd utast szállított, csúcsidőben a vonalon óránként akár 16 vonat is közlekedik mindkét irányban, egyenként 16 kocsival (1323 férőhelyes ülőkapacitással és esetenként további állóhelyekkel), a vonatok közötti minimális követési idő három perc.

### Sinkanszen vonalak
Fővonalak:
- Tókaidó Sinkanszen
- Szanjó Sinkanszen
- Tóhoku Sinkanszen
- Dzsóecu Sinkanszen
- Hokuriku Sinkanszen (Nagano Sinkanszen)
- Kjúsú Sinkanszen
- Hokkaidó Sinkanszen

Mini-Sinkanszen:
- Jamagata Sinkanszen
- Akita Sinkanszen

Épülő vonalak
- Csúó Sinkanszen új (maglev)
- Hokkaidó Sinkanszen hosszabbítás
- Hokuriku Sinkanszen hosszabbítás
- Kjúsú Sinkanszen Nisi-Kjúsú route

## Vasúttársaságok
Japán fontosabb vasúttársaságai. A lista nem teljes!
- Tobu Railway
- Seibu Railway
- Keisei Electric Railway
- Keio Corporation
- Odakyu Electric Railway
- Tokyu Corporation
- Keihin Electric Express Railway
- Tokiói metró
- Sagami Railway
- Nagoya Railroad
- Kintetsu Corporation
- Nankai Electric Railway
- Keihan Electric Railway
- Hankyu Corporation
- Hanshin Electric Railway
- Nishi-Nippon Railroad

## Vasúti kapcsolata más országokkal
Mivel sziget, így nincs és nem is volt a vasútja más országokkal kapcsolatban. A távlati tervek közt szerepel egy tenger alatti alagút építése Oroszország felé, és egy másik alagút Dél-Korea felé.

## Lásd még
- Japán vasútvillamosítási rendszereinek listája